# Приймачов Олег Миколайович
Олег Миколайович Приймачов (нар. 11 листопада 1989 року, с. Засулля, Лубенський район, Полтавська область, Україна) — український спортсмен, майстер спорту міжнародного класу, що спеціалізується у тайському боксі. Двічі перемагав на Всесвітніх іграх. Повний кавалер ордена «За заслуги».

## Життєпис
З дитячого віку провадив здоровий спосіб життя. До 9-го класу навчався у місцевій Лубенській школі, там же і почав займатися спортом. Перший тренер у спортивній кар'єрі Олега — Андрій Загоруйко, який тренував футболу. Після цього Олег Приймачов віддав перевагу боксу, і лише з 21 року почав професійно займатися тайським боксом.
З першого дня повномасштабного вторгнення Росії в Україну вступив до лав Полтавської тероборони. Проводив безкоштовні навчання для бійців добровольчого батальйону «Легіон».
Згодом перейшов на службу до спецпідрозділу «Артан» Головного управління розвідки Міністерства оборони України

## Спортивні досягнення
- Чемпіон України з кікбоксингу 2011—2014 р.р.;
- Чемпіон України з тайського боксу 2013, 2014, 2015 років;
- Переможець фіналу кубка України з тайського боксу 2013;
- Бронзовий призер Чемпіонату Європи з тайського боксу 2013 (Лісабон, Португалія);
- Чемпіон Європи з тайського боксу 2014 (Краків, Польща);
- Бронзовий призер Чемпіонату світу 2015, (Бангкок, Таїланд);
- Чемпіон світу 2016, Єнчепінг, Швеція;
- Всесвітні ігри 2017 у Вроцлаві, Польща — чемпіон (Muaythai at the 2017 World Games — Men's 91 kg[6]);
- Чемпіон світу 2018, (Канкун, Мексика);
- Чемпіон світу 2019, (Бангкок, Таїланд);
- Чемпіон світу 2021, (Бангкок, Таїланд);
- Всесвітні ігри 2022 у Бірмінгемі, Алабама, США — чемпіон (Muaythai at the 2022 World Games — Men's 91 kg[7])

## Сім'я
Одружений, виховує сина.

## Нагороди
- Орден «За заслуги» I ступеня (7 вересня 2023) — за досягнення високих спортивних результатів на ІІІ Європейських іграх у м.Кракові (Республіка Польща), виявлені самовідданість та волю до перемоги, піднесення міжнародного авторитету України[8].
- Орден «За заслуги» II ступеня (12 серпня 2022) — за значні заслуги у зміцненні Української державності, мужність і самовідданість, виявлені у захисті суверенітету та територіальної цілісності України, вагомий особистий внесок у розвиток різних сфер суспільного життя, відстоювання національних інтересів нашої держави і з нагоди Дня молоді[9].
- Орден «За заслуги» III ступеня (9 вересня 2017) — за досягнення високих спортивних результатів на X Всесвітніх іграх з неолімпійських видів спорту у м.Вроцлав (Республіка Польща), піднесення міжнародного авторитету України[10].